# Nissan Gloria
Nissan Gloria (яп. 日産・グロリア) — японский автомобиль бизнес-класса, выпускавшийся с 1959 года компанией Prince, затем Nissan. Изначально автомобиль строился на уникальной платформе, однако, начиная с третьего поколения, под названием Gloria выпускался несколько изменённый внешне автомобиль Nissan Cedric. Прямым преемником Gloria на американском рынке является Infiniti M45, а на внутреннем японском рынке — семейство Cedric/Gloria было заменено седаном Nissan Fuga в 2004 году.
В Японии автомобили продавались через дилерскую сеть Nissan Prince Shop, а позже совместно с Nissan Skyline. Название автомобиля восходит к лат. Gloria — «Слава».

## Первое поколение
В феврале 1959 года появилась первое поколение Gloria (BLSI, 1959—1962) с 80-сильным 1,9-литровым четырёхцилиндровым двигателем GB-30 OHV и четырёх-ступенчатой механической трансмиссией. Реакцией на популярность в Северной Америке была установка на Gloria передних бамперов, названных «дагмары». На решетке золотыми буквами было написано «PRINCE». Боковая линия автомобиля напоминала Skyline, кроме хромированного молдинга, заканчивающегося на задней двери вместо задней части автомобиля. С другой стороны имелся шильдик «Prince Gloria». Внутри Gloria устанавливалась приборная панель от Skyline, однако часы и радио входили в стандартную комплектацию. Радио имел две колонки, что являлось новинкой для того времени. Сидения отделывались плюшевой тканью, задний диван имел убирающийся подлокотник.
В апреле 1959 года наследному принцу Акихито была подарена первая Gloria в честь первой годовщины свадьбы. Prince Automotive Industry в это время официально выпускал автомобили для управления Императорского двора Японии. Ранее, наследному принцу был также подарен первый Prince Sedan.
В феврале 1960 года был представлен BLSIP-2. Спереди появились четыре фары, изменилась решетка, шесть толстые горизонтальных полосы на ней сменили тринадцать тонких горизонтальных полос. Сзади фонари разместились над задним бампером. На крышке багажника появились шильдики «Prince» и «Gloria». Боковая линия осталась идентичной с BLSIP-1. на BLSIP-2 продолжал использоваться двигатель GB-30. В феврале 1961 года был представлен BLSIP-3. Он получил новый 94-сильный 1,9-литровый рядный четырёхцилиндровый двигатель GB-4. Передняя часть была слегка изменена, надпись «PRINCE» исчезла с решетки, перейдя на левую переднюю часть капота. Боковая линия и задняя часть осталась идентичной BLSIP-2.
Подвеска использовалась спереди пружинная на двойных поперечных рычагах, сзади типа «Де Дион».

## Второе поколение

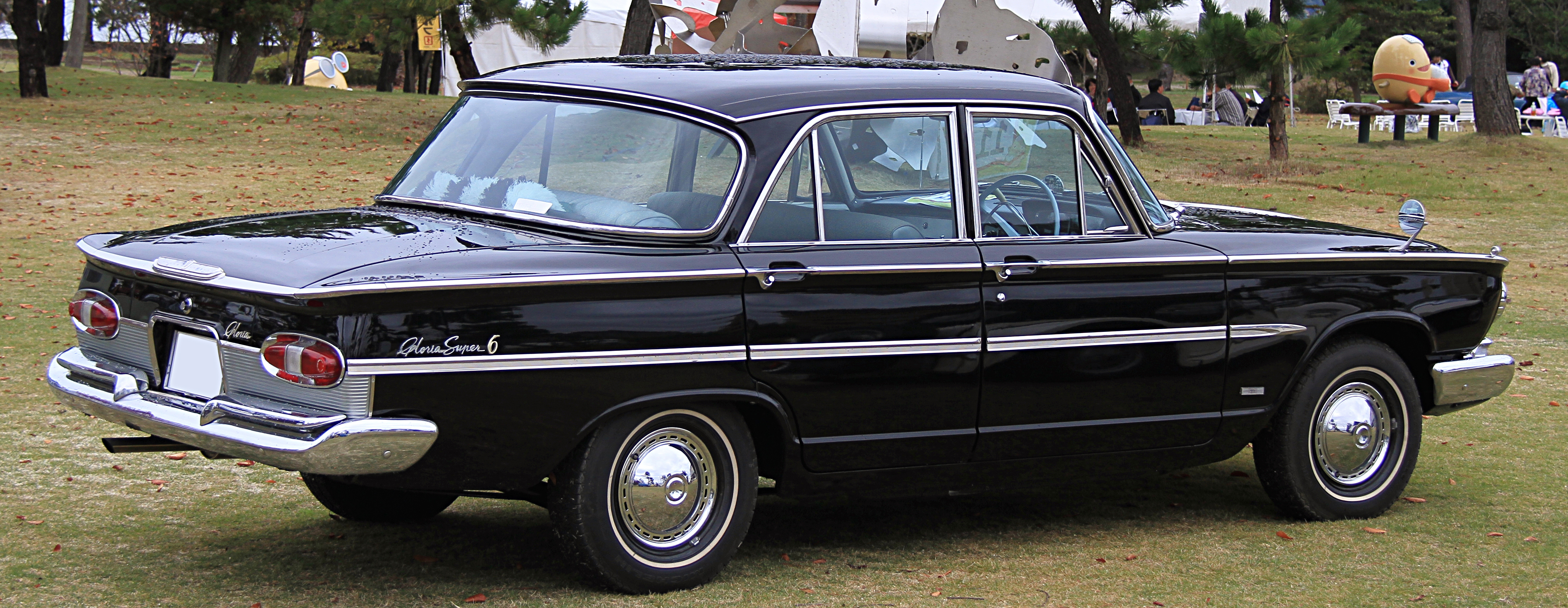
Седан Prince Gloria Super 6, 1967

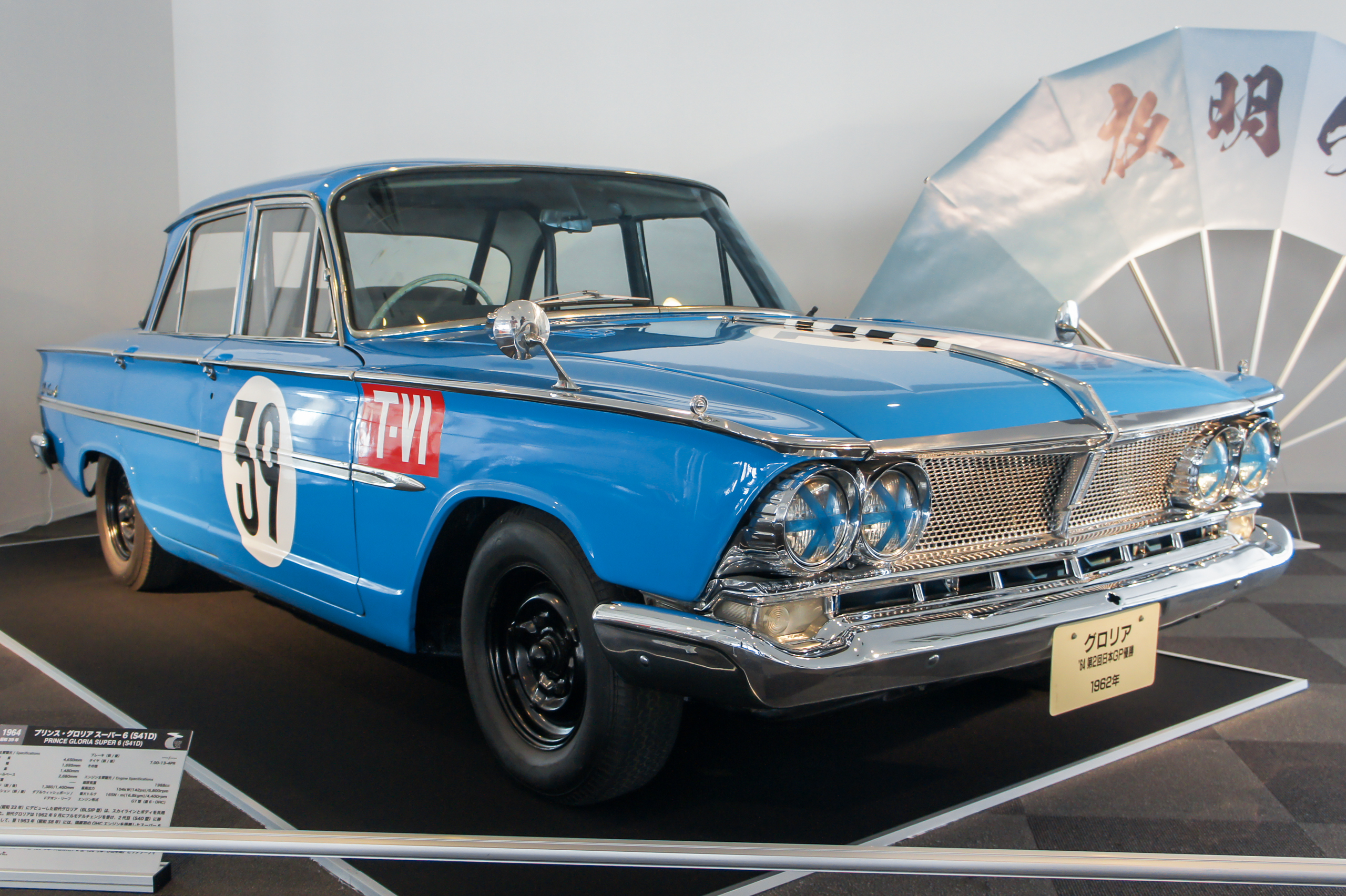
Gloria Super 6, выступавшая в 1964 году на Гран-при Японии

В конце 1962 года Prince представил второе поколение Gloria (S40, W40 и S44, 1962—1967). Это был первый автомобиль Prince с шестицилиндровым двигателем, также получивший обновленную рядную четвёрку G-2 объёмом 1,9 литров и мощностью 94 л. с. (70 кВт). В июне 1963 года появился первый серийный японский SOHC шестицилиндровый двигатель, известный как G-7, он устанавливался на новую Gloria Super 6, модель S41. Такой же двигатель стоял на универсале и коммерческом «Gloria 6 Wagon». Мощность этого нового двигателя составила 106 л. с. (79 кВт) при 5400 оборотах в минуту, с новой головкой SOHC. Gloria получила независимую подвеску спереди и де Дион сзади.
Прототип второго поколения имел много конструктивных сходств с Chevrolet Corvair и Hino Contessa, но серийная версия был полностью переработана. Gloria имеет некоторые визуальные сходства с 1959 Buick LeSabre, Invicta и Electra. Gloria также была доступна на экспортных рынках, например, с апреля 1965 года она поступила в продажу в Финляндии.
В октябре 1962 года на автосалоне в Токио был представлен 2,5-литровый двигатель G-11, хотя он и не сразу появился на автомобиле. В мае 1964 года была представлена Grand Gloria S44P. Появление этой модели предшествовало Летним Олимпийским играм 1964 года, состоявшимся в октябре. Модель получила электрические стеклоподъемники и двигатель объёмом 2,5 литра. Начиная с этой модели Gloria больше не рассматривается как компактный седан согласно японским правилам, в связи с объёмом устанавливаемого двигателя свыше двух литров.
На втором Гран-при Японии модель Gloria Super 6 с двигателем G7B-R выиграла в класс T-VI, хотя тот же двигатель и устанавливался на более легкий Skyline.
В 1966 году появилась серия S41-2. Экстерьер остался прежним, от серии S40-1, за исключением решетки радиатора, которая получила большие прямоугольные щели. В это же время Prince объединяется с Nissan, и шильдики на автомобиле сменились. На не-азиатских рынках автомобили продавались как Prince B200. Многие автомобили имели небольшой шильдик «Nissan» сзади. На табличке в моторном отсеке упоминались как Prince, так и Nissan. В некоторых европейских рынках Gloria продавалась как PMC-Mikado Gloria 6. Super Gloria продавалась на экспортных рынках как Prince B250. Серия S41-2 продолжали использовать двигатель G-7 с низкой степенью сжатия, как и G-11. Перестал устанавливаться четырёхцилиндровый двигатель.

Gloria была первым автомобилем производства Prince, который собирался за пределами Японии, когда новозеландский импортер Croyden Motors по контракту собрали 300 первых единиц по CKD на новом заводе, специально построенном для этой работы.

## Третье поколение

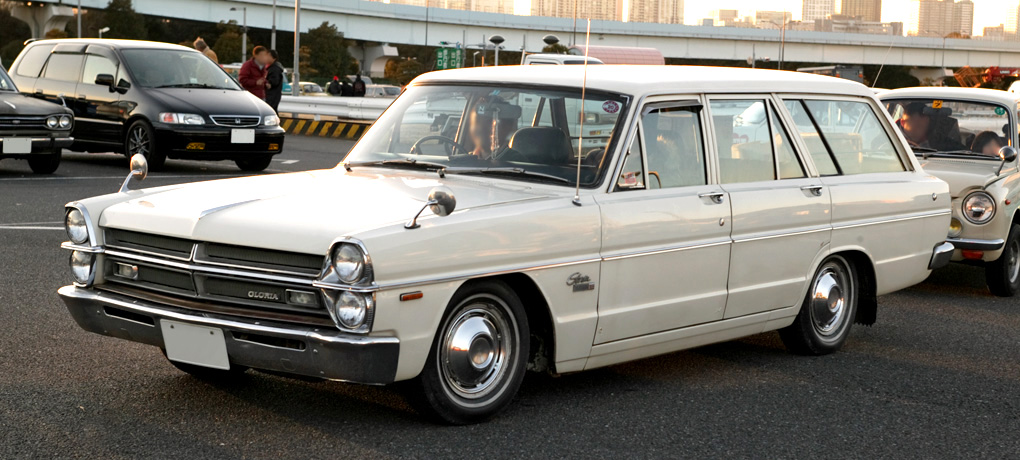
Универсал Gloria Van 2000 Deluxe 6 (VHA30)

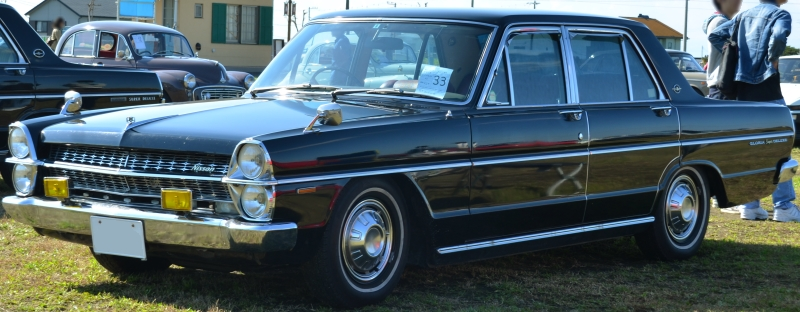
Седан Gloria Super Deluxe, 1967

В апреле 1967 года произошло обновление кузова (A30, 1967—1971), и все автомобили Prince были с этого момента известны как Nissan (но A30 в правительстве официально именовалась именно как «Prince»). Бывшей компании Prince, теперь интегрированной в Nissan, была поставлена задача проектирования Nissan Prince Royal, предназначенный для использования Императорским двором Японии. Таким образом, была представлена специальная версия, похожая на предыдущий Prince Royal. На стиль этого поколения повлияли автомобили Cadillac тех времен. Автомобили, обозначенные как Super Deluxe, Super 6 и Van Deluxe, получили шестицилиндровый двигатель, в то время как на варианты Standard и Van Standard устанавливался четырёхцилиндровый двигатель. Позже комплектация Super Deluxe GL стала максимальной. Благодаря объединению моделей Gloria и Седрик, для экономии на издержках производства, подвеска Де Дион, ранее использовавшаяся на Prince Gloria, была заменена подвеску с листовыми рессорами.
Изначально были доступны кузова седан (PA30) и универсал (VPA30), с шестицилиндровыми двигателями Prince G7. Версии с четырёхцилиндровым двигателем H20 от Nissan, получили название A30 или VA30. В ноябре 1969 года шестицилиндровый двигатель Prince был заменен на аналогичный от Nissan; шасси получило код HA30. В список опций вошли дисковые передние тормоза. С появлением четвёртого поколения в 1971 году, Gloria была объединена с Nissan Cedric, автомобиль получил название Nissan Gloria. Это название также используется на некоторых экспортных рынках вместо Cedric или 260C. Дилерская сеть Prince, занимавшаяся продажей автомобилей, была переименована в Nissan Prince Store, и Gloria была верхней моделью, доступной через эту сеть, в то время как Nissan Skyline стал младшей моделью.
Появившаяся A30 была очень похожа на Nissan Prince Royal, построенный исключительно для Императора Японии.
Это поколение Prince также собиралось в Новой Зеландии, но обозначалось уже как Nissan Gloria. В общей сложности 900 автомобилей были построены в Новой Зеландии. После слияния Prince и Nissan в Японии, Gloria в Новой Зеландии была заменена ввозимыми седанами Datsun 2300 Personal Six, и, позже, также импортируемыми 240C и локально собираемыми седанами 260C.

## Четвёртое поколение

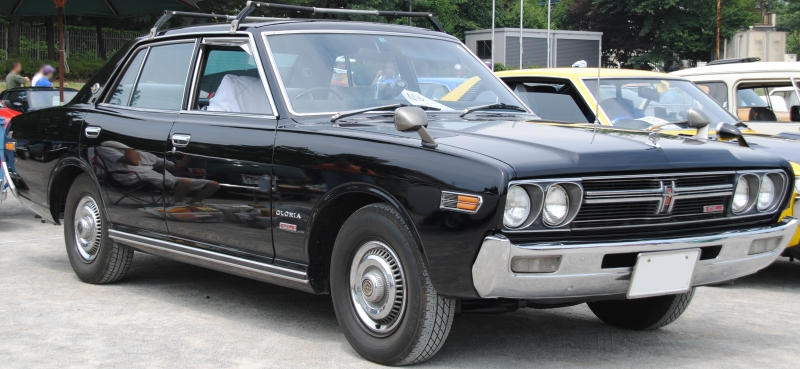
Nissan Gloria GL

Начиная с этого поколения (230, 1971—1975), в феврале 1971 года Седрик и Gloria стали, по существу, одним и тем же автомобилем, однако Gloria была чуть выше классом, нежели Седрик. Фигурка на радиаторе являлась стилизованной версией японского бумажного оригами журавля. Основными отличиями являются капот, решетка радиатора, задние фонари. Это поколение использовало кузов в стиле «бутылки Коки», как и другие автомобили Nissan в 1970-е годы. Передняя часть автомобиля приобрела некоторые визуальные сходства с Mercury Marquis первого поколения.
На автомобиль устанавливались четырёхцилиндровый двигатель серии H20 OHV и шестицилиндровый двигатель L20 с двумя карбюраторами. H20P использует в качестве топлива сжиженный газ, а SD20 OHV является дизельным двигателем. SD20 стал первым дизельным агрегатом, устанавливаемым на Gloria.
С октября 1971 года опционально стал доступен 2,5-литровый шестицилиндровый двигатель L26. В августе 1972 года, для конкуренции с купе Toyota Crown, появились кузова двух-дверное хардтоп купе и четырёхдверный хардтоп.

## Пятое поколение

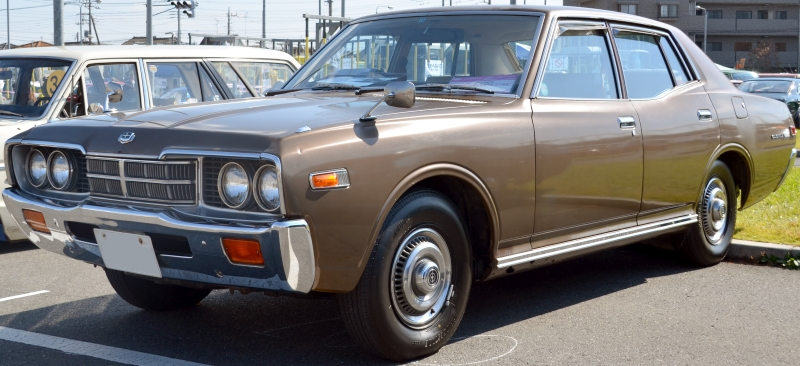
Nissan Gloria Deluxe

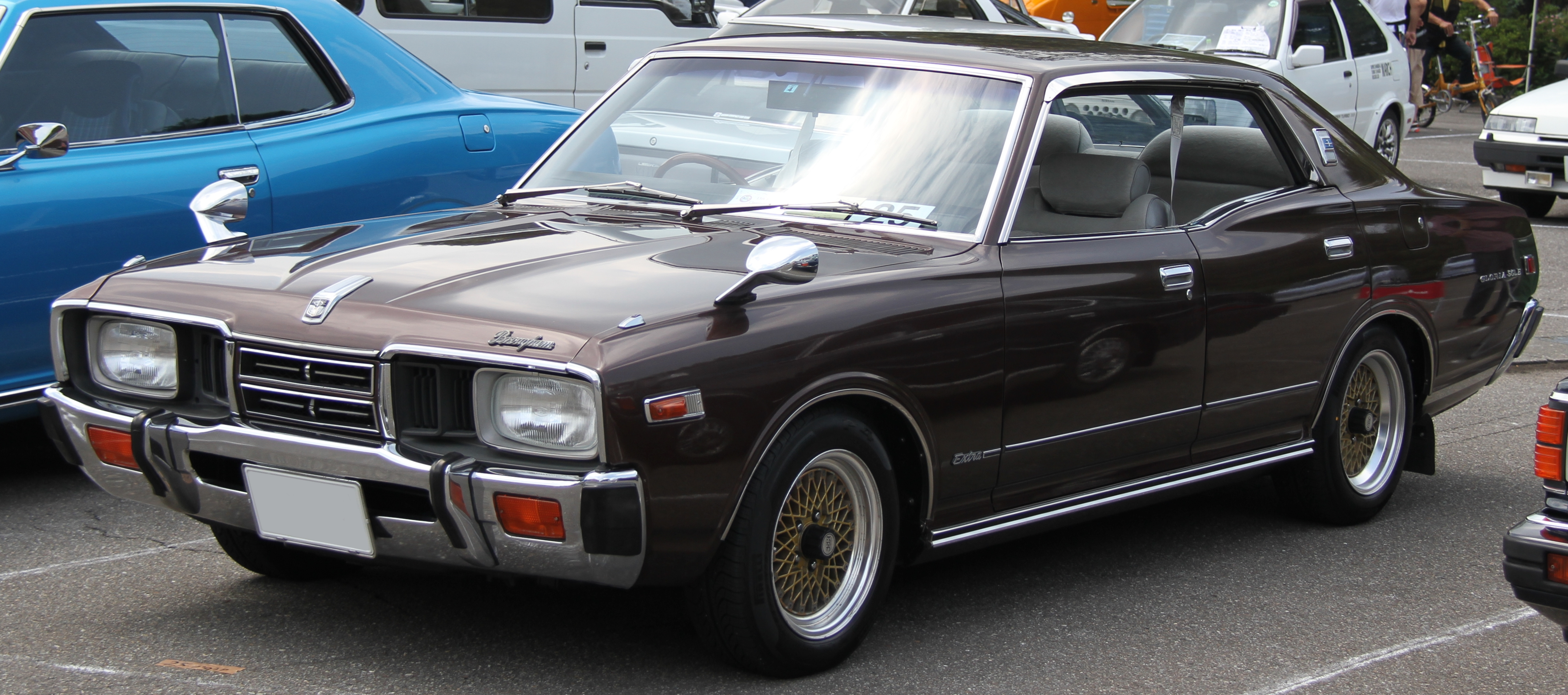
Хардтоп Nissan Gloria 330

Gloria 330 (1975—1979) стала логичным продолжением успешного семейства и приумножила славу модельного ряда. Не специалистам в области автомобильной истории определить принадлежность этого представительского седана к творениям специалистов Nissan трудно.
Gloria PA330 создавалась с оглядкой на американские образцы. Разумеется, уменьшенные до разумных стандартов. Массивные хромированные бамперы и тяжелый на вид силуэт кузова со сложной боковой линией остекления придают автомобилю серьёзности и имиджевости. В то же время утопленные в переднюю панель кузова сдвоенные круглые фары, узкая решетка радиатора, собранная в аккуратные хромированные оклады задняя светотехника и расположенные на передних крыльях наружные зеркала в пластиковых корпусах говорят о динамичности машины и о принадлежности Nissan Gloria PA330 к автомобилям для успешных молодых людей. В июне 1976 года автомобиль претерпел небольшой рестайлинг и получил галогенные лампы в головной оптике, а также колпаки колес, окрашенные в цвет кузова.
Но не только дизайн стал важным преимуществом Gloria 1975 модельного года. Представительские авто в первую очередь привлекают своими салонами и их оснащенностью. Чего только нет в интерьере Nissan Gloria PA330 в комплектации 2000SGL!
Теперь о технической составляющей Nissan Gloria PA330. В гамме силовых агрегатов имелось три бензиновых мотора — два 2-литровых (4-цилиндровый H20 и 6-цилиндровый L20) и 2,8-литровый 6-цилиндровый L26. Рядная «четверка» могла оснащаться и газобаллонным оборудованием, авто с такими двигателями обычно служили в такси. В октябре 1975 года у японцев появилась и возможность заказать Gloria в версиях 2000GL-E (4-цилиндровый блок) и 2000SGL-E («младший» 6-цилиндровый блок), то есть машину с 2-литровым впрысковым двигателем. Распределённый впрыск в июне 1977 года появился и на модификации с 2,8-литровым мотором, такую версию назвали 2800 E Brougham. Дизельные (2,2-литровый SD22) модификации впервые поступили в свободную продажу именно на серии A330. В зависимости от оснащения и установленного двигателя автомобиль мог оборудоваться 3-ступенчатой автоматической, а также 4- или 5-ступенчатой механической коробками передач.

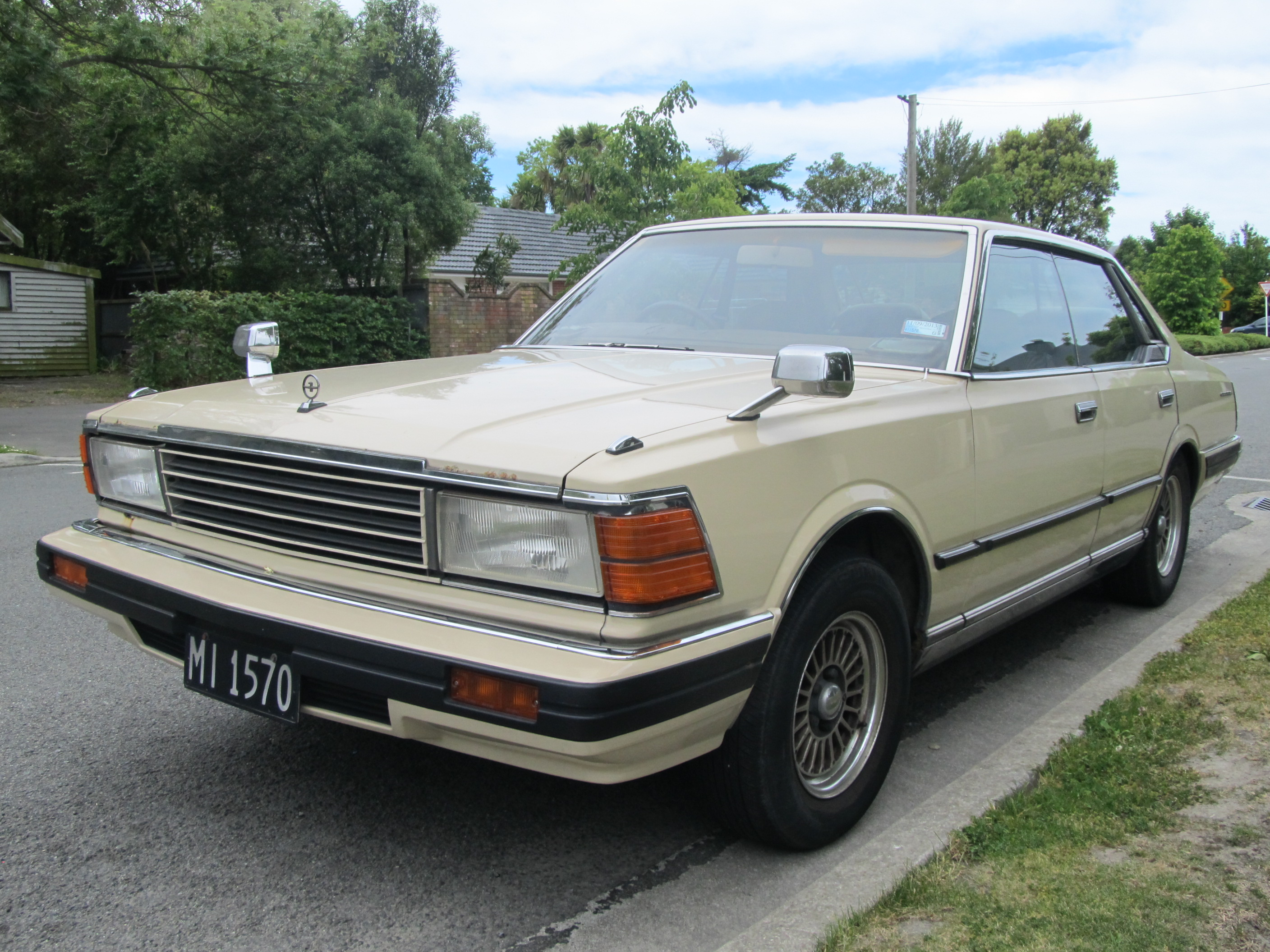
Nissan Gloria Brougham, 1982

Вот что, собственно, и есть Nissan Gloria пятого поколения, ставшая «по совместительству» и четвёртой генерацией Nissan Cedric. Кстати, выпуск первого миллиона Cedric приходится как раз на серию A330, юбилейный экземпляр был выпущен в октябре 1977 года.

## Шестое поколение
В июне 1979 года свет увидел полностью новое поколение Nissan Gloria/Cedric (430, 1979—1983), дизайн был разработан в кооперации с известным мастером из итальянского кузовного ателье Pininfarina. Он был похож на Buick Century того же периода времени. Более простые, прямые линии кузова, единый блок галогеновых фар. Компьютерное управление впрыском топлива было добавлено в двигатели с индексом «Е». А L20ET был первым двигателем на японских автомобилях с использованием Turbo.
Выпуск 2-дверного хардтоп купе был прекращен и заменен моделью роскошного спортивного купе Nissan Leopard.
Были введены новые уровня комплектации Brougham, SGL Extra, SGL, GL и Jack Nicklaus edition которая была очень похожа на Brougham с двигателем Turbo. Позднее были введены Turbo S, S, Custom Deluxe, Deluxe. На седанах GL и DX был предложен Дизель SD22. В октябре 1979 года на версии с 6-цилиндровым дизелем LD28 рычаг автоматической коробки передач переехал с рулевой колонки на пол.

## Седьмое поколение

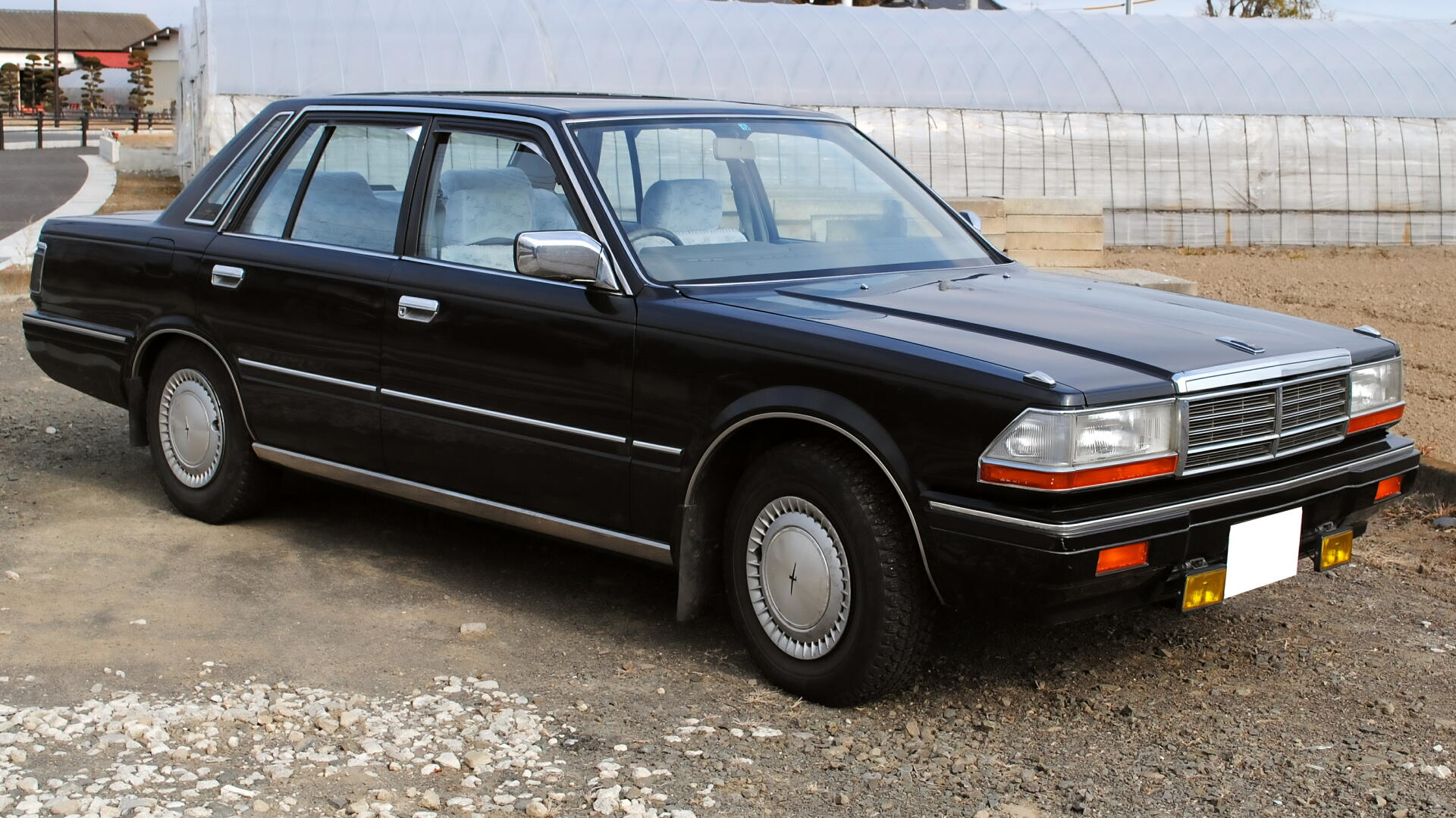
Nissan Gloria Y30

4 июня 1983 произошёл глубокий рестайлинг предыдущего поколения. Седаны (Y30, 1983—1987) использовавшиеся для такси наделялись четырьмя круглыми фарами, в то время как другие версии решены в европейском стиле с галогеновыми фарами. Рядная шестёрка, которая была использована на протяжении многих лет, была заменена двигателем V6 с индексом серии VG. Это был первый двигатель производимый массово в Японии с применением впрыска топлива вместо карбюратора. CA двигатель был построен для работы на газу и использовался для такси. В июне 1984 был введен турбо V6 VG30ET.
С июня 1983 г. были введены комплектации Brougham, SGL, Grand Edition, GL Grand Edition, GL и Standard. А ровно год спустя коммерчески успешная Jack Nicklaus special edition — в кузове седан и только с турбированным двигателем и электронным изменением пневматической подвески.
В июне 1985 прошёл лёгкий рестайлинг.

## Восьмое поколение

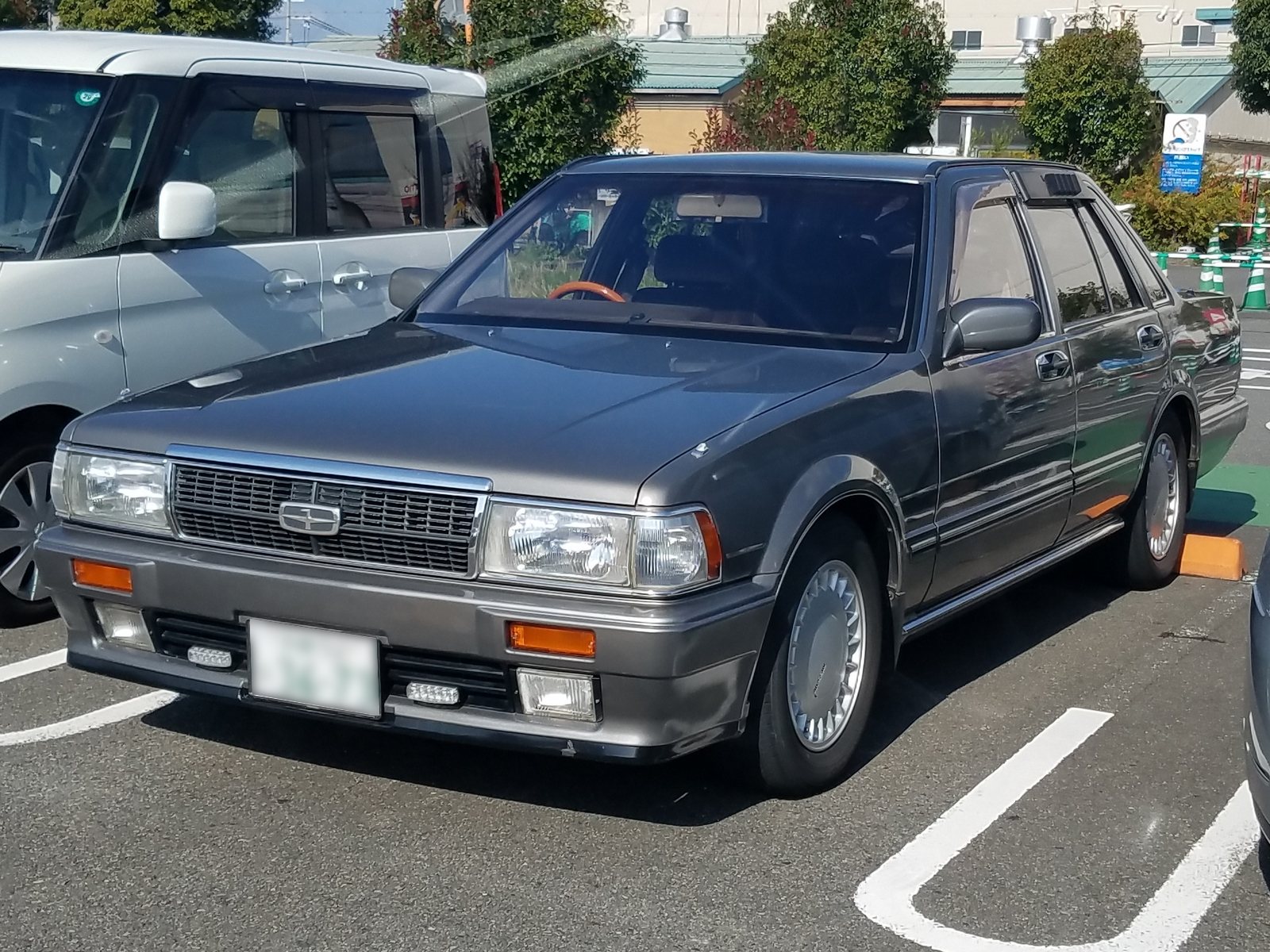
Nissan Gloria Y31

Июнь 1987 было представлено новое поколение (Y31, 1987—1991) только в 4-дверном хардтоп кузове. В первые в линейке Nissan появился двигатель DOHC — VG20DET. 4-ступенчатая автоматическая коробка передач теперь получила компьютерное управление для более плавного переключения и перемещена исключительно в напольное расположение. Задняя подвеска заменена на многорычажную независимую.
Уровня отделки начинаются с максимальной VIP Brougham до Gran Tourismo, Classic С. В., Classic и заканчивая Super Custom. Комплектация Gran Turismo получила более спортивный стиль ориентированный более молодых покупателей.
Gloria боролась за покупателей с одноклассниками Nissan на общей платформе используемых для Gloria, в частности Nissan Cima, Nissan Leopard и Nissan Cedric, а также с другими спортивными моделями, такими как Nissan Cefiro, Nissan Skyline и Nissan Laurel.
В июне 1989 года прошёл лёгкий рестайлинг.

## Девятое поколение

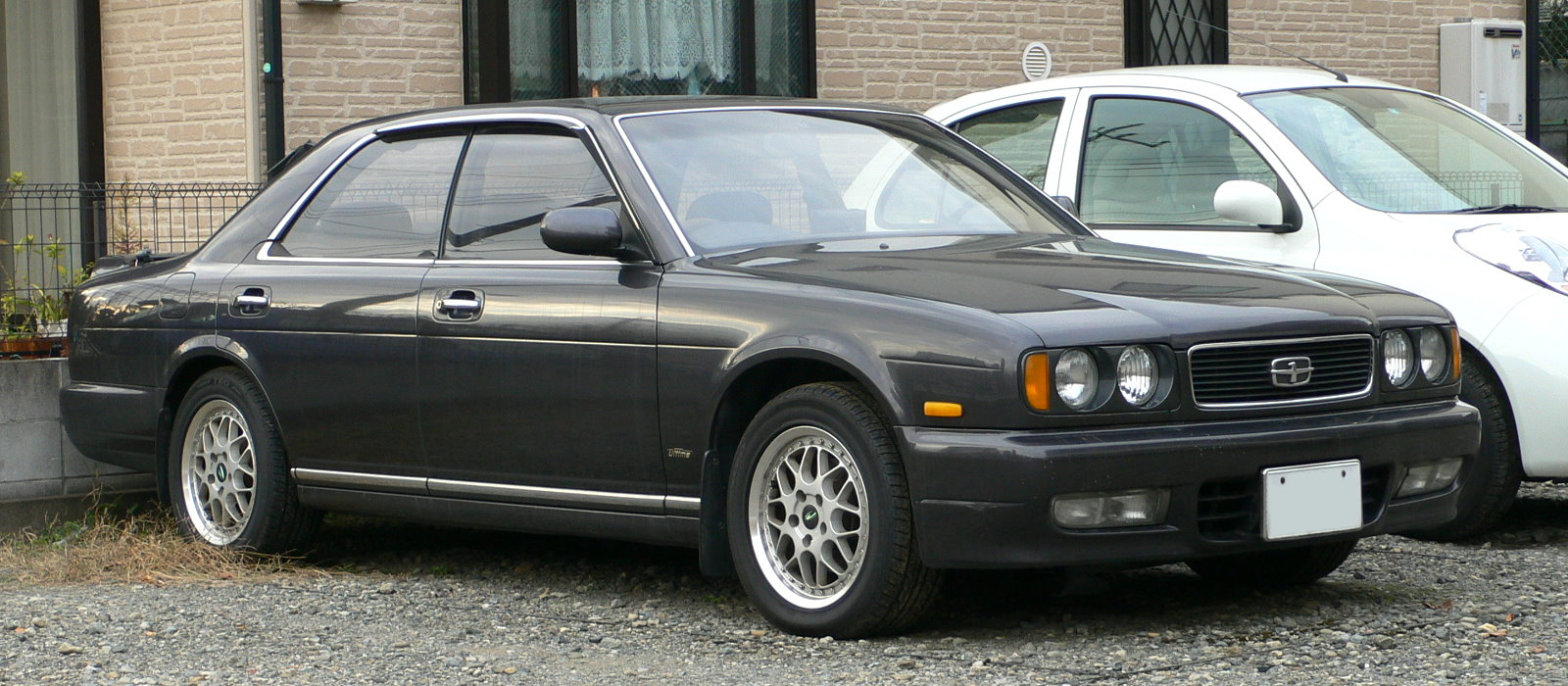
Nissan Gloria Y32, 1991

Девятое поколение (Y32, 1991—1995) было введено июне 1991 года и было предложено только в кузове седан. Центральная стойка была скрыта за безрамные боковые стёкла для придания большей солидности. Двигатель серии VG прежнему предлагается с 5-ступенчатой автоматической коробкой передач, с 4-ступенчатой предлагается дизель RD28. Механическая коробка передач больше не предлагается.
Были предложены три уровня спортивной комплектации Gran Turismo SV, Grand Turismo и топовая Gran Turismo ULTIMA. Гражданские делятся на топовую Brougham VIP type C, Brougham G, Brougham, Classic SV и Classic. Но популярность Nissan Cima начинает сказываться на продажах Gloria. Они уже не превышают объём прошлых поколений.

## Десятое поколение

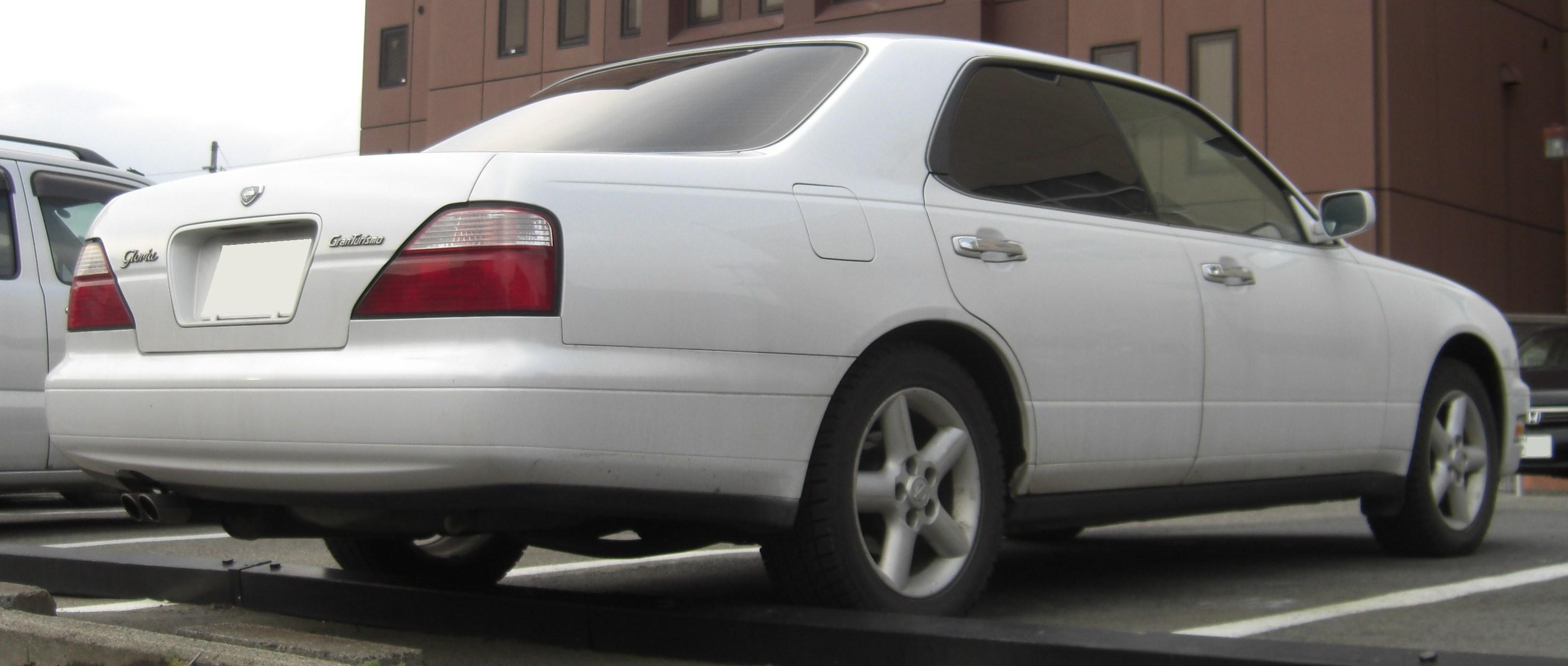
Седан Nissan Gloria Y33

Машины в кузове Y33 производились с 1995 по 1999. Главная отличительная черта Gloria в кузовах серии Y33 заключается в оснащении этих автомобилей двигателями нового поколения и значительном улучшении их ходовых характеристик. На этих машинах используют подвеску прежнего поколения: передняя стоечная и задняя мультилинковая, однако на спортивных модификациях устанавливается активная пневматическая подвеска, управляемая электроникой, и «думающий» дифференциал повышенного трения (LSD+TCS). Особенную устойчивость автомобиль показывает на высокоскоростных дорогах, и в сочетании с эргономичными сидениями он получил высокую оценку как высококлассный представитель класса Gran Tourismo. В 1997 году модель претерпела рестайлинг, заключавшийся в изменении размера круглых фар головного света, оптики переднего бампера и задних фонарей.
Так же на них начали ставиться двигатели серии VQ — VQ25DE — 187 л. с. VQ30DE — 220 л. с. и с турбонаддувом VQ30DET — 280 л. с. Этот двигатель стал считаться одним из наиболее удачных в ветке Nissan, наряду с популярностью двигателей VG.
Среди комплектаций Gloria имелся полноприводный вариант с рядным шестицилиндровым турбированным двигателем RB25DET, устанавливавшемся на Skyline и Laurel.
Три уровня спортивной комплектации Gran Turismo SV, Grand Turismo и топовая Gran Turismo ULTIMA. Был представлен и представительский вариант авто «Brougham». Но популярность Nissan Cima начинает сказываться на продажах Gloria. Они уже не превышают объём прошлых поколений.

## Одиннадцатое поколение

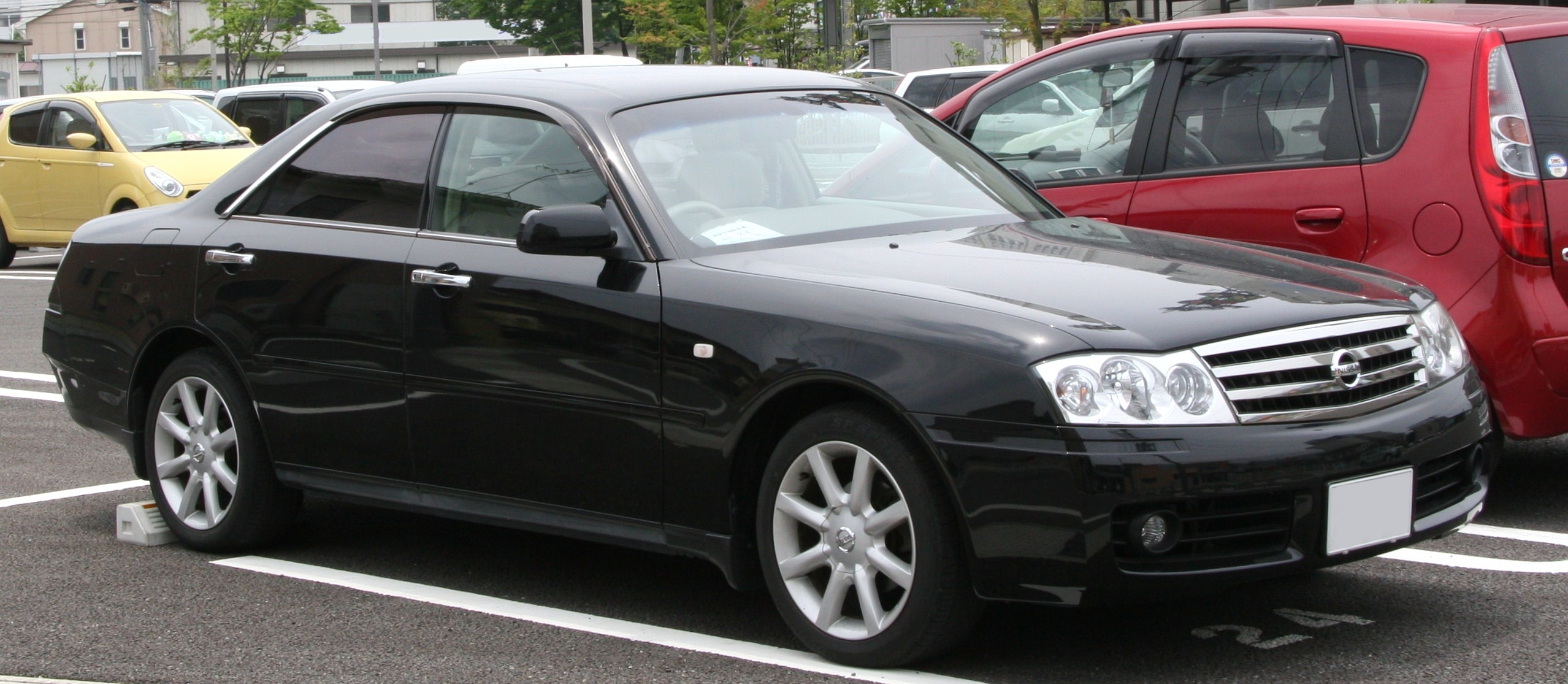
Nissan Gloria Y34, Gran Turismo SV

Последнее поколение Nissan Gloria (Y34) начали выпускать в июне 1999 года, выпуск завершили в сентябре 2004. Автомобиль лишился целого ряда комплектаций (таких как ориентированная на ценящих комфорт потребителей версия Brougham), и получил спортивный имидж.

Gloria в кузове Y34 являлась седаном классической компоновки, и, как и последнее поколение Nissan Cedric, получила тороидальную, Expoid CVT, вариаторную трансмиссию (в некоторых исполнениях также выпускалась версия с классической гидротрансформаторной автоматической трансмиссией) и 2,5- и 3-литровую версии V-образного 6-цилиндрового бензинового двигателя. Машина выпускалась не только в задне-, но и в полноприводном исполнении.